# Kaznovanje upornikov (Botticelli)
Kaznovanje upornikov ali Kaznovanje sinov Koraha je freska italijanskega renesančnega slikarja Sandra Botticellija, ki je bila izdelana v letih 1480–1482 v Sikstinski kapeli, danes v Vatikanu.

## Zgodovina
27. oktobra 1480 je več florentinskih slikarjev odšlo v Rim, kamor so jih poklicali v okviru projekta sprave med Lorenzom de' Medici, dejanskim vladarjem Firenc in papežem Sikstom IV.. Florentinci so začeli delati v Sikstinski kapeli že spomladi 1481 skupaj s Pietrom Peruginom, ki je bil že tam.
Tema dekoracije je bila vzporednica med Mojzesovimi zgodbami (desna stena) in Kristusovimi zgodbami (leva stena), kot znak kontinuitete med Staro in Novo zavezo - ki pripoveduje o prenosu božanskega zakona iz tabel postave na Kristusovo podobo in iz njih skozi ključno epizodo izročitve ključev sv. Petru in njegovim potomcem, torej papežu samemu.
Botticelli je naslikal tri prizore, pri čemer so mu pomagali številni pomočniki. 17. februarja 1482 je bila njegova pogodba podaljšana, vključno z drugimi prizori za dokončanje dekoracije kapele. 20. istega meseca mu je umrl oče: vrnil se je v Firence, kjer je ostal.

## Opis
Freska prikazuje tri epizode in govori o uporu Izraelcev proti Mojzesu in Aronu. Na desni strani uporniki poskušajo kamenjati Mojzesa, potem ko so bili razočarani zaradi preizkušenj glede njihovega izseljevanja iz Egipta. Jošua se je postavil med upornike in Mojzesa ter ga zaščitil pred kamenjanjem. Osrednji prizor prikazuje upor s Korahom in zarotniki, ki jih izženeta Mojzes in Aron, kot veliki duhovnik v papeški tiari. Levo se odprejo tla in dva glavna zarotnika potoneta. Korahovim otrokom je prizanesena usoda njihovega očeta.
Slika je uokvirjena z zlato umetno arhitekturo z vpisanim naslovom zgoraj. Besedila, priložena slikam Sikstinske kapele, poučujejo izobražene kongregante v papeški kapeli o vsebini slik; tituli razkriva istovetnost likov, vsebino prizorov s svetopisemskimi pripovedmi in njihovo eksegezo. V ozadju slike je rimski slavolok, ki je podoben Konstantinovemu slavoloku iz poznoantičnega obdobja in je vključeval tudi elemente prejšnjih cesarskih spomenikov. Pravi Konstantinov napis je nadomeščen z opozorilnim napisom, parafraziranim iz prevoda Vulgate Hebrejcem Heb 5,4
NEMO♦SIBI♦ASSUM
MAT♦HONOREM♦NISI
VOCATUS♦ADEO
TANQUAM♦AARON
(In nihče si te časti ne jemlje sam, ampak ga kliče Bog, kakor Arona)
Predvideno sporočilo slike je jasno, nihče ne sme dvomiti v oblast papeža nad Cerkvijo. Moč papeštva se je takrat nenehno spraševala.